# Равандуз
Раванду́з або Раванди́з (араб. راوندوز, курд. Rewandiz, сорані ڕەواندز) — місто на півночі Іраку, розташоване на території мухафази Ербіль (автономія Іракський Курдистан).

## Географічне розташування

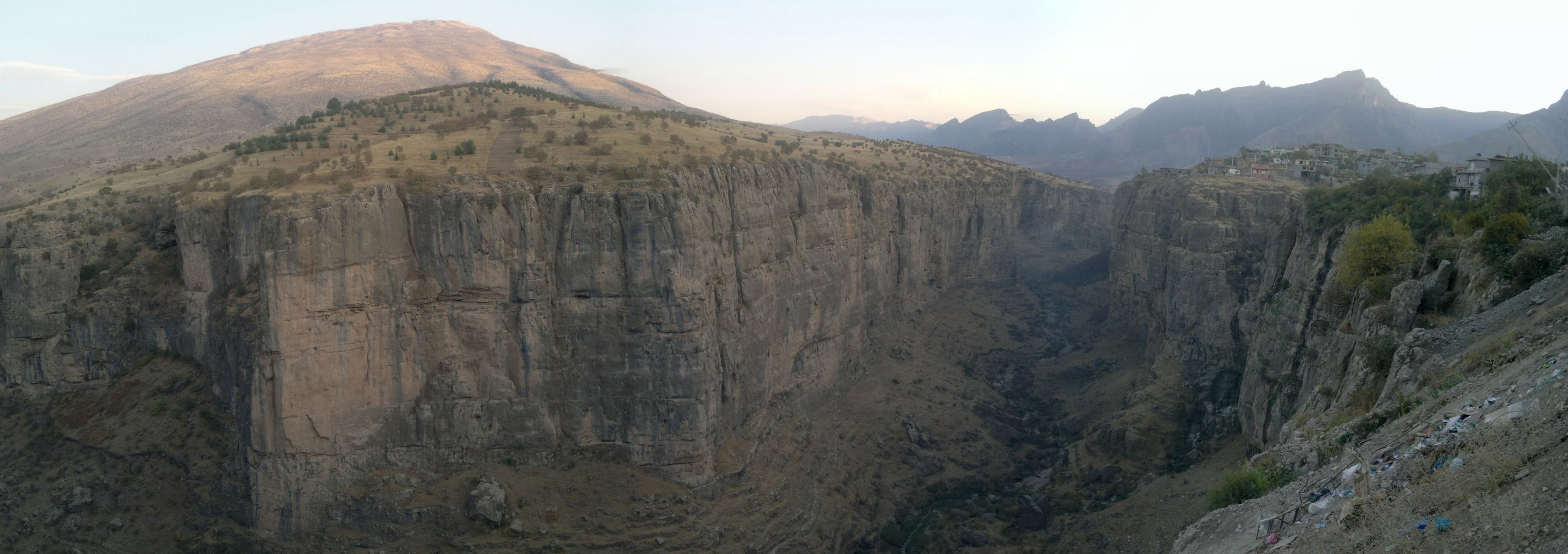
Панорама ущелини Равандуз

Місто знаходиться в північній частині мухафази, в гірській місцевості західних схилів Загросу, на висоті 658 метрів над рівнем моря.
Равандуз розташований на відстані приблизно за 65 кілометрів на північний схід від Ербіля, адміністративного центру провінції та на відстані 358 кілометрів на північ від Багдаду, столиці країни.

### Клімат
Місто знаходиться у зоні, котра характеризується середземноморським кліматом. Найтепліший місяць — липень із середньою температурою 28 °C (82.4 °F). Найхолодніший місяць — січень, із середньою температурою 0.4 °С (32.7 °F).
| Клімат Равандуза        | Клімат Равандуза | Клімат Равандуза | Клімат Равандуза | Клімат Равандуза | Клімат Равандуза | Клімат Равандуза | Клімат Равандуза | Клімат Равандуза | Клімат Равандуза | Клімат Равандуза | Клімат Равандуза | Клімат Равандуза | Клімат Равандуза |
| Показник                | Січ.             | Лют.             | Бер.             | Квіт.            | Трав.            | Черв.            | Лип.             | Серп.            | Вер.             | Жовт.            | Лист.            | Груд.            | Рік              |
| Середня температура, °C | 0,4              | 2,5              | 7,4              | 12,9             | 18,7             | 23,6             | 28               | 27,3             | 23,5             | 16,8             | 9,6              | 3,3              | 14,5             |
| Норма опадів, мм        | 61.5             | 69.8             | 90.8             | 83.4             | 44.3             | 7.9              | 1.3              | 1.2              | 1.2              | 32.7             | 57.4             | 63.4             | 514.9            |
| Днів з опадами          | 11,2             | 10,8             | 11,6             | 11,7             | 8,5              | 2,8              | 1,8              | 1,8              | 2,1              | 6,4              | 7,3              | 9,4              | 85,4             |
| Вологість повітря, %    | 74.1             | 72               | 64.7             | 58.4             | 47.9             | 37               | 33.4             | 33.6             | 35.4             | 48.9             | 63.7             | 73.2             | 53.5             |
| ----------------------- | ---------------- | ---------------- | ---------------- | ---------------- | ---------------- | ---------------- | ---------------- | ---------------- | ---------------- | ---------------- | ---------------- | ---------------- | ---------------- |
| Джерело: Weatherbase    |                  |                  |                  |                  |                  |                  |                  |                  |                  |                  |                  |                  |                  |

## Населення
Згідно даних останнього офіційного перепису 1965 року, населення становило 5 411 осіб.
Динаміка чисельності населення міста за роками:
| 1965  | 2012    |
| ----- | ------- |
| 5 411 | 124 989 |

У національному складі населення переважають курди.

## Історія
Місто було відоме вже за часів існування Новоассирійського царства і згадується як один з пунктів торгівлі по дорозі на Ніневію. З 1787 року Равандуз був столицею емірату Соран, знищеного османською владою в 1836 році.
У 1915 році, під час Першої світової війни, місто було окуповано російськими військами та ассирійцями . У 1922 році містом оволоділи турки , а в 1923 році - англійці.
В період між 1928 і 1932 роками, англійською адміністрацією була побудована стратегічно важлива дорога від міста Ербіль, через Равандуз, до Іранського кордону в районі Піраншехру . 

Також місто було відоме як центр курдського опору іракській владі.